# Полет 129 на „Чайна Еър“
Полет 129 на „Чайна Еър“ е редовен международен пътнически полет, изпълняван от „Чайна Еър“, от международното летище „Пекин“ до международното летище Гихме в Пусан. На 15 април 2002 г. самолетът който оперира по маршрута, „Боинг 767-2J6ER“, се разбива в хълм близо до летището и убива 129 от 166-те души на борда. Сред 155-те пътници 135 са от Южна Корея, 19 са от Китай и 1 е от Узбекистан. Всички 11 членове на екипажа са от Китай, като капитанът и две от стюардесите оцеляват.
Корейският съвет за разследване на авиационни произшествия публикува окончателния доклад през март 2005 г. и заключава, че катастрофата се дължи на пилотска грешка. Посочва, че екипажът по невнимание лети под минималната безопасна височина. Подробна информация от доклада също така разкрива, че пилотите са обучени да извършват заход за кръжене в симулатора на авиокомпанията само за международното летище „Пекин“ и никога за международното летище Гихме. Впоследствие докладът също обвинява контролерите на кулата на летище Гихме, че не използват системите за предупреждението за минимална безопасна надморска височина при загуба на визуален контакт със самолета. Администрацията за гражданска авиация на Китай отговоря на корейския официален доклад и посочва, че Парк Джуньонг, служител по време на инцидента, не е лицензиран за контрол на въздушното движение и издава неправилни заповеди поради липсата на опит с „Боинг 767“.
Това е най-смъртоносния авиационен инцидент в Южна Корея, преди самолетът, който изпълнява полет 2216 на „Чеджу Еър“ да се разбие в Муан и убие 179 души през 2024 г.